# Епархия Джолиета
Епархия Джолиета (лат. Dioecesis Joliettensis in Illinois) — епархия Римско-Католической церкви с центром в городе Джолиет, США. Епархия Джолиета входит в митрополию Чикаго. Кафедральным собором епархии Джолиета является собор святого Раймонда.

## История
11 декабря 1948 года Римский папа Пий XII издал буллу Ecclesiarum circumscriptiones, которой учредил епархию Джолиета, выделив её из архиепархии Чикаго, епархий Пеории и Рокфорда.

## Ординарии епархии
- епископ Martin Dewey McNamara (17.12.1948 — † 23.05.1966)
- епископ Romeo Roy Blanchette (19.07.1966 — 30.01.1979)
- епископ Joseph Leopold Imesch (30.06.1979 — 16.05.2006)
- епископ Джеймс Питер Сартен[англ.] (16.05.2006 — 16.09.2010) — назначен архиепископом Сиэтла
- епископ Robert Daniel Conlon (с 17 мая 2011 года)

## Источник
- Annuario Pontificio, Libreria Editrice Vaticana, Città del Vaticano, 2003, ISBN 88-209-7422-3
- Булла Ecclesiarum circumscriptiones, AAS 41 (1949), стр. 397  (лат.)